# 星空の用心棒
『星空の用心棒』（ほしぞらのようじんぼう、原題：伊: I lunghi giorni della vendetta / 英: Long Days of Vengeance）は、1967年制作のマカロニ・ウェスタン。ジュリアーノ・ジェンマ主演。
アレクサンドル・デュマ・ペールの小説『モンテ・クリスト伯』を西部劇化した作品。
なお『星空の用心棒』という邦題ではあるが作品の中に星空が出てくる場面は1度もなく、用心棒も登場しない。

## あらすじ
テッド・バーネットは策略によって無実の罪をさせられ、30年の強制労働を宣言されていた。テキサスの山奥の牢獄から脱獄する。自分を牢獄に送りこんだチャールスタウンの大地主コッブ、部下のゴメス、保安官のダグラス、その妻ドリーに復讐する一念だった。ゴメスは手下にテッドを殺させようとしたが、逆襲される。ゴメスの家を訪ね、真犯人を聞き出し、抵抗したゴメスを射殺。チャールスタウンに向かう途中、イカサマ師とその娘ダルシーを苦境から救い、馬車に乗せてもらう。町でコッブが鉄道を利用し、武器の密売をしようとしているのを聞き、列車を横取りする。夜、テッドはダグラスの家に押し入り、ダグラスがテッドの父親を殺したと吐かせて射殺。コッブは武器の取引をするためメキシコ人を待ち合わせたが、到着した列車の中はカラッポ。テッドの仕業であることを感知したコッブは、怒るメキシコ人をなだめ、引きあげた。その直後にテッドが現われ、隠した武器を餌にメキシコ人たちのコッブに対する憎しみを煽りたてようとする。が失敗、逆にテッドは殴られ、ダルシーたちに助けられる。ケガが治ったテッドは町の判事のもとに行き、コッブの罪状を告げ、判事の正義感に訴え、無実を証明しようとする。判事は証拠をつかむことはできず、逆にコッブに言いくるめられテッドの有罪を信じてしまう。翌日、テッドは絞首刑に。間一髪で、ドリーから証拠を受け取った判事が到着。彼はテッドの無実を証明すると同時にコッブの罪状を暴露した。コッブはドリーを射殺し、拳銃を乱射。その弾にあたって判事は傷つき、ダルシーが人質に。息づまるような銃撃戦。二人の対決の時がきたが、テッドの銃には一発の弾も残っていない。ゆっくりとコッブが近づいた時、テッドの右手が宙を切った。うめき声をあげてたおれるコッブの喉にダグラスがつけていた保安官の星形バッジが刺さっていた。

## キャスト
| 役名               | 俳優                         | 日本語吹替                    | 日本語吹替                                                          | 日本語吹替                           |
| 役名               | 俳優                         | NETテレビ版                   | TBS版                                                               | フジテレビ版                         |
| ------------------ | ---------------------------- | ----------------------------- | ------------------------------------------------------------------- | ------------------------------------ |
| テッド・バーネット | ジュリアーノ・ジェンマ       | 野沢那智                      | 柴田侊彦                                                            | 大出俊                               |
| コッブ             | コンラード・サン・マルティン | 森山周一郎                    | 仁内建之                                                            | 仁内建之                             |
| ポルフィリオ将軍   | フランコ・コビアンキ・デステ |                               | 村越伊知郎                                                          |                                      |
| ダグラス保安官     | フランシスコ・ラバル         | 小林清志                      | 中田浩二                                                            | 若本規夫                             |
| ドリー             | ニエベス・ナバロ             |                               | 清水良英                                                            | 弥永和子                             |
| 判事               | ペドロ・バウサリ             |                               | 千葉耕市                                                            | 糸博                                 |
| パハリト医師       | マヌエル・ムニス             |                               | 藤本譲                                                              | 峰恵研                               |
| ダルシー           | ガブリエラ・ジョルジェリ     | 此島愛子                      | 来路史圃                                                            |                                      |
| 不明 その他        |                              |                               | 大葉健二 長谷俊夫 細井重之 青野武 野本礼三 徳丸完 前川哲男 安原義人 |                                      |
|                    |                              |                               |                                                                     |                                      |
| 演出               | 演出                         |                               | 長野武二郎                                                          |                                      |
| 翻訳               | 翻訳                         |                               | 大野隆一                                                            |                                      |
| 効果               | 効果                         |                               | 新音響                                                              |                                      |
| 調整               | 調整                         |                               | 遠西勝三                                                            |                                      |
| 制作               | 制作                         |                               | ニュージャパンフィルム                                              |                                      |
| 解説               | 解説                         | 淀川長治                      | 荻昌弘                                                              | 高島忠夫                             |
| 初回放送           | 初回放送                     | 1970年9月3日 『日曜洋画劇場』 | 1973年9月3日 『月曜ロードショー』                                   | 1984年8月18日 『ゴールデン洋画劇場』 |